# Gamevil
Gamevil Inc. (marque déposée dans les capitales sous le nom de GAMEVIL) ((주) 게임빌) est une société publique basée à Séoul, en République de Corée, et à Torrance, en Californie, qui développe et publie des jeux vidéo pour appareils mobiles. En mai 2017, la capitalisation boursière de l'entreprise était d'environ 400 millions de dollars.  Le 4 octobre 2013, elle a acquis l'un de ses principaux concurrents, Com2uS (en). 

## Gamevil Inc.
Tout en assistant à l'Université nationale de Séoul, Byung Joon "James" Song fondé et a été élu comme premier président d'un club d'entrepreneurs nommé "Venture". James Song a continué et a fondé Fitsnet Inc. ((주) 피츠 넷) le 12 janvier 2000, et a commencé son service de jeux en ligne sous le nom de Gamevil en mars 2000. Fitsnet a entretenu son premier jeu mobile Java en janvier 2001 sur LG Telecom. Par la suite, Fitsnet a officiellement changé le nom de sa société en Gamevil Inc. en avril 2001. James Song a également fondé et a été élu premier président de la KMGA (Korean Mobile Game Association) en août 2001. Gamevil est devenu public en juillet 2009 et est actuellement coté sur le marché KOSDAQ (063080).
Gamevil a créé plus de 60 jeux vidéo, dont 10 jeux primés tels que NOM et Skipping Stone. C'est maintenant l'une des plus grandes sociétés de jeux mobiles de la République de Corée, desservant ses jeux sur SK Telecom, KTF et LG Telecom.
Gamevil a acquis l'un de ses plus anciens rivaux, Com2uS, basé à Séoul, le 4 octobre 2013.
Gamevil a annoncé son expansion en Europe, avec l'ouverture d'un bureau à Berlin à l'automne 2014.

## Gamevil USA, Inc.
Gamevil Inc. s'est étendu aux États-Unis d'Amérique en février 2006 en ouvrant son bureau à El Segundo, Californie (nommé Gamevil USA, Inc.) et a rendu ses jeux disponibles via Amp'd Mobile, Apple App Store, AT&T Wireless, BlackBerry App World, Boost Mobile, Cellular South, Cricket Communications, Android Market, Google Play, Helio, MetroPCS, Midwest Wireless, Nintendo DSi Shop, nTelos, Sprint Nextel, T-Mobile USA, Windows Marketplace pour mobile, Verizon Wireless et Zeebo. Gamevil USA, Inc. a déménagé son bureau à Torrance, en Californie, en août 2007.

### États Unis
- Aces of the Luftwaffe (2009) développé par HandyGames
- Afterpulse
- Art of War (2007) développé par Gear Games
- Baseball Superstars 2007 (2007)
- Baseball Superstars 2008 (2008)
- Baseball Superstars 2009 (2008)
- "Baseball Superstars 2010" (2009)
- "Baseball Superstars 2011" (2010)
- "Baseball Superstars 2" (2011)
- Soccer Superstar 2011R (2010)
- "Soccer Superstar 2"R (2011)
- Big Trouble On Little Earth (2007)
- "Boom It Up!" (2009)
- Bridge Bloxx (2008) développé par HandyGames
- Bulldozer Inc. (2007) développé par HandyGames
- Cartoon Wars (app) (Spring 2009)
- Cartoon Wars: Gunner (Fall 2009)
- Cartoon Wars 2 (2010)
- Dark Avenger (2013)
- Baseball Superstars 2013 (2013)
- Destinia (2011)
- Game Pack for Her (2008) développé par Com2Us
- Golf Superstars 2008 (2008)
- Gothic 3: The Beginning (2008) développé par HandyGames
- GT Drift:Untouchable (2007)
- HYBRID: Eternal Whisper (2009)
- HYBRID 2: Saga of Nostalgia (2010)
- "ILLUSIA" (2010)
- Left Brain Bytes (2008)
- Mini-Lovey (2006)
- My Monster Pet (2008)
- Monster Warlord (2012)
- NOM (2006)
- NOM 2: Free Runner (2008)
- "NOM: Billion Year Timequest" (2010)
- Skipping Stone IQ (2007)
- Skipping Stone IQ: Holiday Edition (2007)
- Soccer Superstars (2010)
- Super Action Hero (2008) développé par Com2Us
- Super Boom Boom (2007)
- Super Boom Boom: Holiday Edition (2007)
- Omega Squadron 3D (2007)
- Path of a Warrior:Imperial Blood (2006)
- ROCKin' Stone (2007)
- Skipping Stone (2005)
- The Egyptians (2008)
- The Shroud (2008) développé par Your World Games
- Tower Defense (2008) développé par Com2Us
- Traffic Mayhem (2006)
- ZENONIA (2009)
- ZENONIA 2 (2010)
- ZENONIA 3 (2011)
- Air Penguin (2011) développé par Enterfly
- Soccer Superstars 2011 (2011)
- Toy Shot (2011)
- Kami Retro (2011)
- ADVENA (2011)
- AREL WARS (2011)
- DESTINIA (2011)
- ZENONIA 4 (2011)
- ZENONIA 5 (2012)
- Spirit Stones (2013) développé par Enterfly
- Million Arthur (2015) par Square Enix
- "Darkness Reborn" (2014)
- Dragon Blaze (2015)
- "Kritika" (2014)
- "Elune Saga" (2015)
- Zenonia S: Rifts in Time (2016)
- Kingdom of War (2016)
- Devilian (2016)
- Knight Slinger (2016)
- War of Crown (2017)
- Gardius Empire (2018)